# Distretto di Dnipro
Il distretto di Dnipro (in ucraino Дніпровський район?) è un distretto nell'oblast' di Dnipropetrovs'k in Ucraina. Il suo centro amministrativo è la città di Dnipro. Ha una popolazione di 1 145 065 abitanti.

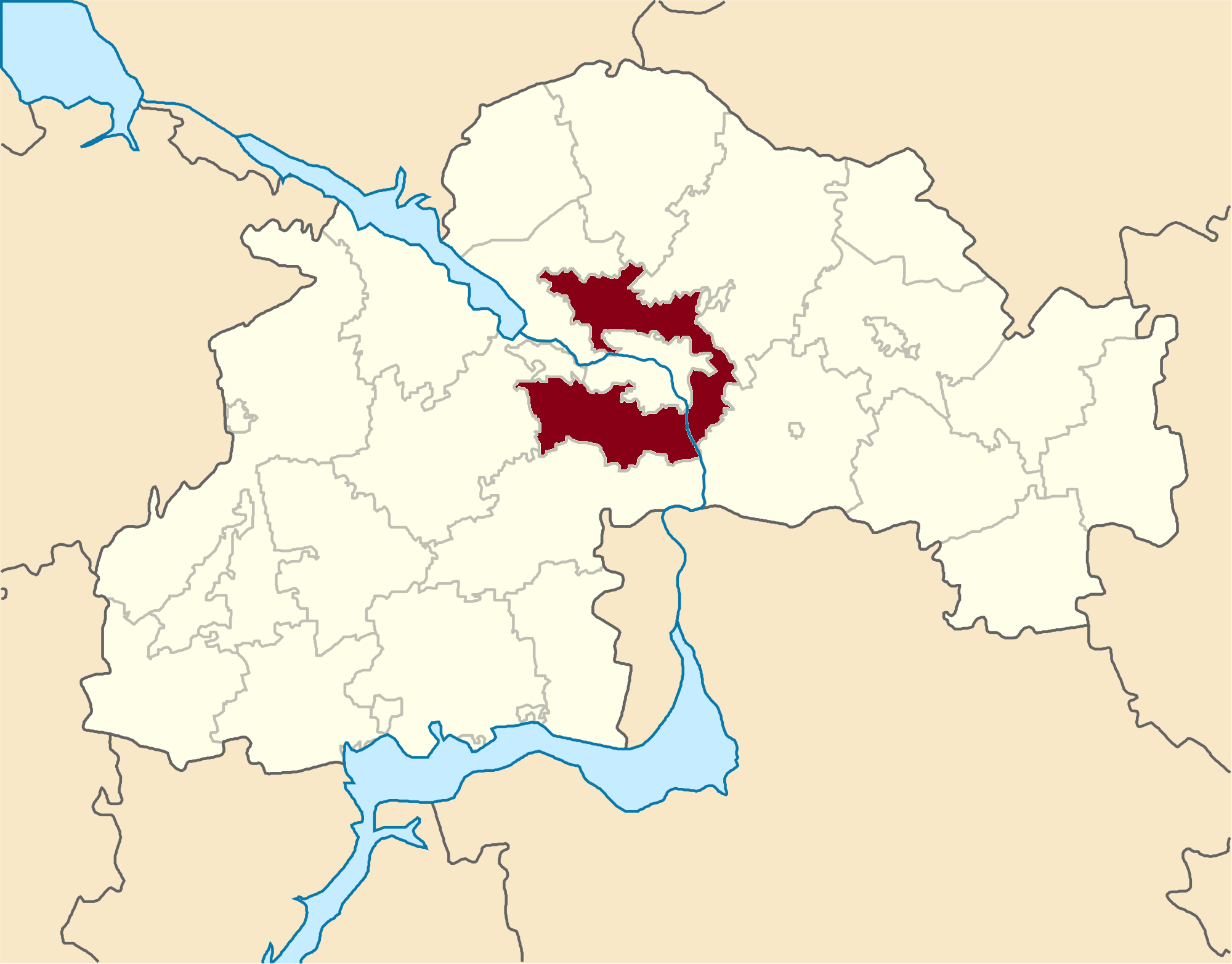
Territorio del distretto prima della riforma amministrativa del 2020

Il 18 luglio 2020, come parte della riforma amministrativa dell'Ucraina, il numero di distretti dell'oblast di Dnipropetrovs'k è stato ridotto a sette e l'area del distretto di Dnipro è stata notevolmente ampliata.

## Suddivisioni
Il distretto di Dnipro è suddiviso nelle seguenti comunità territoriali (hromada):
- Caryčanka
- Čumaky
- Dnipro
- Kitaihorod
- Liaškivka
- Liubymivka
- Mohyliv
- Mykolaivka
- Novooleksandrivka
- Novopokrovka
- Obuchivka
- Petrykivka
- Pidhorodne
- Slobožans'ke
- Solone
- Surs'ko-Lytovs'ke
- Sviatovasylivka